# 本

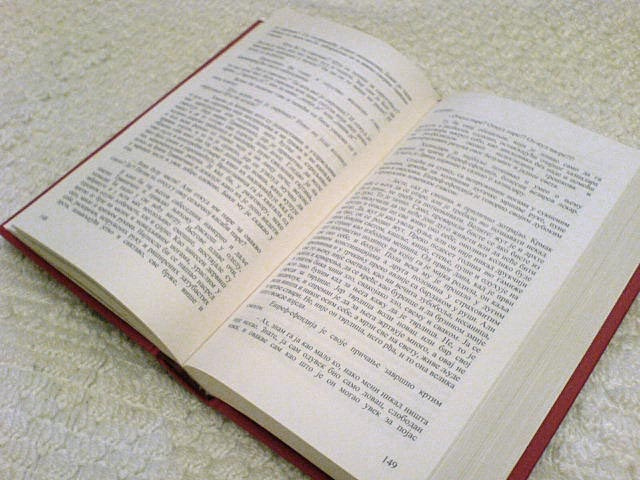
現代的な本

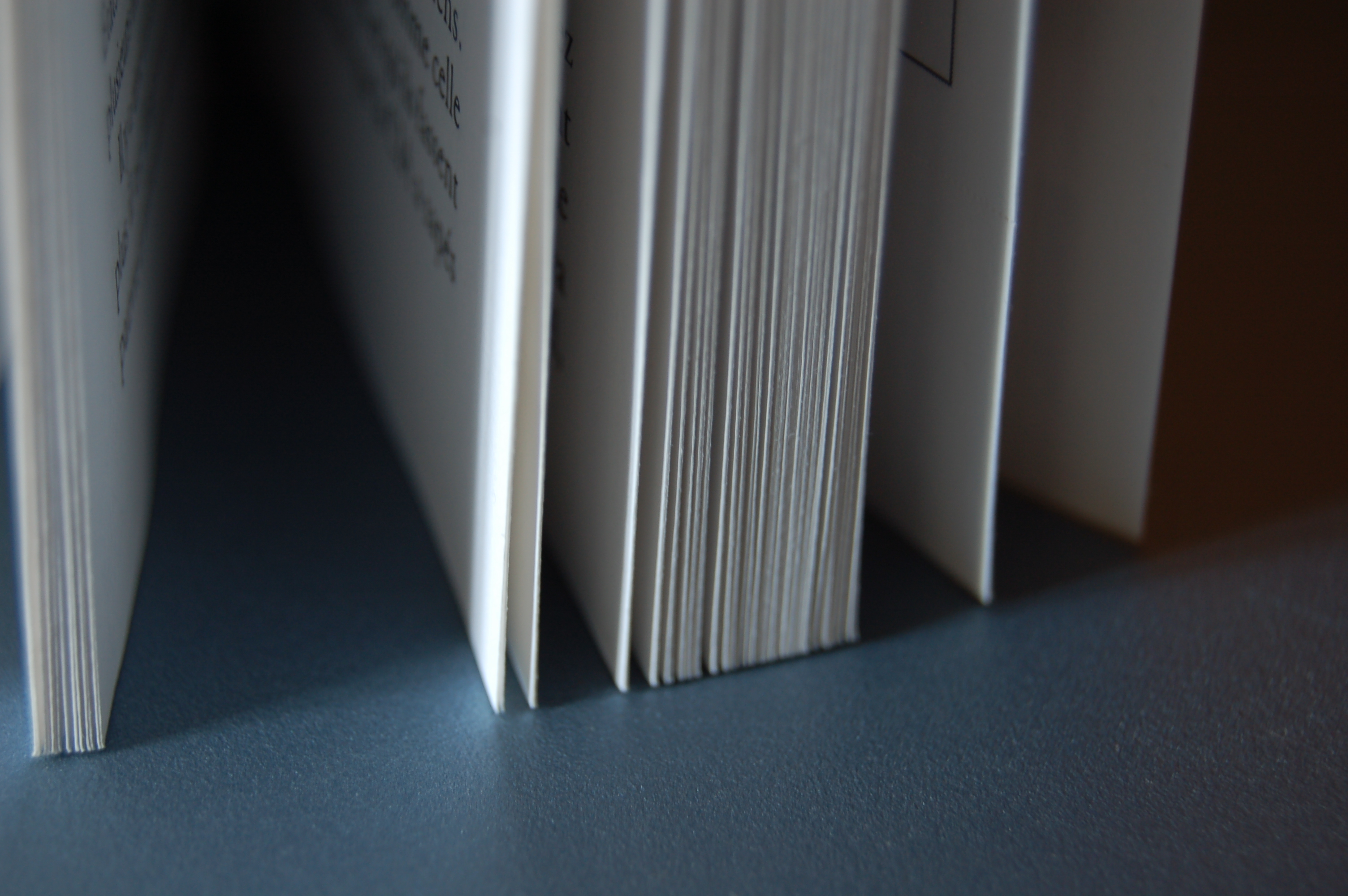
本（部分）

本（ほん）は、書籍（しょせき）または書物（しょもつ）とも呼ばれ、古いものは古文書という。紙・木・竹・絹布などの軟質な素材に、文字・記号・図画などを筆写、印刷し、糸・糊などで装丁・製本したもの:208。狭義では、複数枚の紙が一方の端を綴じられた状態になっているもの。このままの状態で紙の片面をページという。
本を読む場合は、ページをめくることによって次々と情報を得ることができる。つまり、狭義の本には巻物は含まれない。端から順を追ってしかみられない巻物を伸ばして蛇腹に折り、任意のページを開ける体裁としたものを折り本といい、折本の背面（文字の書かれていない側）で綴じたものが狭義の「本」といえる。本文が縦書きなら右綴、本文が横書きなら左綴じにする。また、1964年のユネスコ総会で採択された基準は、「本とは、表紙はページ数に入れず、本文が少なくとも49ページ以上から成る、印刷された非定期刊行物」と定義している。5ページ以上49ページ未満は小冊子として分類している。
内容（コンテンツ）的にはほぼ従来の書籍のようなものでも、紙などに文字を書いたり印刷するのではなく、電磁的または光学的に記録・再生されるものやネットワークで流通させるものは、電子書籍という。

## 呼称の由来
漢字の「本」は、「木」という漢字の中心線の部分のやや下寄りのところに短い横線で印をつけることによって その部分を指し示した文字であり、樹木の根もとを意味している。これが日本では「ものごとのおおもと」という意味を表すようになった。
英語のbook、ドイツ語のBuchは古代ゲルマン民族のブナの木を指す言葉から出ており、フランス語のlivre、スペイン語のlibroはもともとラテン語の木の内皮（liber）という言葉に由来する。こちらは大昔にそうした木の皮や木の薄板などに文字を書いたことに由来するとされる:18:58-59。

## 本の歴史
エム・イリーンが自著『書物の歴史』で人間の本と謡っている:11通り、古代では人間という生きた本が部族の歴史などを口伝で伝えた:43-44。しかし、人間社会が発達するにつれ、人の記憶だけでは済まされなくなり:16、様々な記録媒体が登場するようになった。

### 世界
メソポタミアの粘土板上に記した楔形文字、古代エジプトのパピルスに書かれたヒエログリフ、古代中国の亀甲文字や獣骨文字や金石文字、インドなどの木の葉に記した文字、アメリカ・インディアン（イロコイの一部族）が使用した彩色した貝や棒の刻み目や組合せ、インカ帝国のキープ（結縄）など、世界各地の文明が発生した場所で様々な書写材料が試みられた:18:16:23-24:52-53。
なお、先に挙げたゲルマン系やラテン系の言葉で「本」に相当する言葉は「木」に関係する語彙が語源となっているため、現在のヨーロッパに当たる場所では古代、木の皮をはぎ、そこに文字を書き写す行為が本の祖形のひとつにもなったと推察される:58-59。

#### 粘土板
メソポタミアを流れるチグリス川とユーフラテス川の下流は粘土質であったため、メソポタミア文明ではその土を厚く板状にし、とがった棒や葦の先端で楔形文字を刻み、日に乾かしたり火で焼いたりして粘土板文書（clay tablet）を作った:97-98:60。ニネベ遺跡からは2万点を越す粘土板文書が出土し、その内容も天文暦数、神話伝説など多岐にわたり、当時の文明の高さを窺い知ることができる。

#### パピルス
古代エジプトではナイル川河畔に自生するパピルスという植物の髄から書写に適した薄く柔軟な材料を作り:18、葦で作ったペンと、煤にアラビアゴムなどを加えて作ったインクで文字を書き写した:40。アレクサンドリアの王室図書館ではパピルス本70万巻を超える蔵書を誇ったという。パピルスは英語、フランス語、ドイツ語などの紙の語源であり、また聖書（バイブル）などの言葉もギリシア語を経てパピルスにさかのぼる:64-65。

#### 羊皮紙
獣皮を書写の材料とすることは古くからあったが、これが本格的に本の資材になったのは、紀元前2世紀ごろである。小アジアのペルガモンでエウメネス2世がアレクサンドリアに劣らぬ図書館を作ろうとした:127が、エジプトがパピルスの輸出を禁止したため、ペルガモンの主産物であった羊やヤギの皮を利用し、使いやすい羊皮紙を開発した:21:70。羊皮紙は薄く、両面に書くことができ、折ることもできたため:22:127-129、パピルスのような「巻く本」から「綴る本」へと本の体裁を根底から覆した:70-71。これ以後、1,500年以上にわたって羊皮紙が使用されることになった。羊皮紙をパーチメントと呼ぶのはラテン語の「ペルガモンの紙」という意味からきている:45。

#### 冊子本
最初に冊子本を伝えたのは、6世紀初めにベネディクトゥスがイタリアに設けた修道院の修道士たちであった。修道士は斜面の写台の前に座り25cm×45cmの羊皮紙を半分に折り、鵞ペンで各種インクを用いて聖書の句を写した:23-27。羊皮紙4枚ごとに咽に皮ひもを通し、それらを重ねて一冊にすると、紐で山になった背ぐるみに皮を被せて表紙とした。また、その表面から小口をかけて金具を打ったり、表紙に宝石を嵌めたりして装幀の美を競った。

#### 紙本
羊皮紙よりも軽くて扱いやすい紙の発明は本の歴史にとって画期的であったが、実際に西洋で紙が羊皮紙に替わるようになるのは印刷術の発明以降であり、東西での紙の使用は10世紀以上の開きがある。15世紀半ばにドイツのヨハネス・グーテンベルクが金属による可動性の活字を使い、ブドウ絞り機を利用した印刷機を操作して印刷術を興して:48から、本は全く面目を改めることになる。1455年以降、グーテンベルクによって印刷された『グーテンベルク聖書』などによって印刷技術の意義が示されたことで、印刷術は全欧州に広がり飛躍的な発展を遂げることとなった:52-58。

### 中国
東洋の書籍の書写材料は簡策、絹帛、紙の順に開発された。

#### 簡策（木簡・竹簡）
- 殷代（紀元前17世紀 - 紀元前11世紀）に2本の紐で括られた簡策を意味する「冊」や、机上に置かれた（尊い）冊を表す「典」（『康煕字典』128ページ[書影 1]）の存在を記している（s:zh:維基文庫『尚書：多士』[注釈 1]）。50cm前後に1行10 – 20字を記してなめし皮の紐で編み連ねたものが古くから使用された。この形を冊と呼び、今日、本を1冊、1篇と数えるのはこの当時の名残である[5]:54。
- 竹簡、木牘が廃れたのは4世紀ごろまでとしている[1]:101。

#### 絹帛
- 桓公（紀元前684年 - 紀元前643年在位）が「著之于帛，申之以策」と記したころから始まり（『晏子春秋』巻7[全文 1]）、6世紀ごろまで行われた。

#### 紙
- 105年、蔡倫の蔡侯紙[6]:53-54以降、現代まで使用され、書籍とは紙で作成されるという認識が一般的である。

### 日本
日本で作られた本、いわゆる和書の歴史は、洋書の歴史とは異なって紙の本から始まる。日本にいつ紙が入り、製紙術が伝えられたのか定かではない。日本書紀には、610年に曇徴が来朝し、絵具・紙・墨を巧みに作ったと記されている。日本における碾磑（みずうす）の創製者であると推測されているものの、絵具・紙墨については言及がない。したがって、彼が来朝する以前には製紙術は伝わっていたと考えられる。現在残っている最古の本は7世紀初めの聖徳太子の自筆といわれる法華義疏であるとされる。また、奈良時代の本の遺品は数千点にのぼり、1,000年以上昔の紙の本がこれほど多数残されているのは世界に類例がない。また、日本では製紙法の改良により、楮、三椏などですいた優れた紙の本が生まれていることも特筆すべき点である。
印刷術に関しては、8世紀に現存するものでは世界最古の印刷物である百万塔陀羅尼が発行されたが、平安時代には経文や文学作品を上質の和紙の上に美しい筆遣いで書き写す手法がとられ、印刷に関しては長く後を絶つようになる。平安時代末から鎌倉時代には中国の影響で木版印刷が広く行われるようになり、主に仏教関連の書籍が寺院から刊行された。また、慶長年間には勅命により日本最初の木製活字本が現れ、「古文孝経」「日本書紀神代巻」などのいわゆる慶長勅版本が刊行された。一方、1590年にはアレッサンドロ・ヴァリニャーノによってグーテンベルクの活版印刷術がもたらされ、キリシタン版数種が誕生したが、キリスト教禁止などの影響により技術が途絶えた。また、活字という印刷形態自体が、繋げ書きが一般的であった当時の書物には馴染まなかったため徐々に廃れた。
現在の日本の活字印刷の基礎を築いたのは本木昌造で、幕末の1852年に鉛活字を用いて「蘭和通弁」を刷り、明治になって今日の号数活字の制定など活字印刷の緒をつけた。

#### 写経
- 653年3月、川原寺で大陸から伝わった一切経を写経した『日本書紀』巻29「天武天皇二年三月」の記事が初見である[全文 2][書影 2]。

#### 書籍の将来
- 712年和邇吉師が『論語』10巻、『千字文』1巻を将来した[7][8][書影 3]。
- 735年（天平7年）玄昉が遣唐使に随行し《一切経》5,000巻を将来した（海龍王寺（歴史と由来）[全文 3]）。

#### 書籍の目録
- 書籍の目録は経典目録から始まる。757年の《天平勝寳五年五月七日類収小乗經納櫃目録》や、複数経典目録《天平勝寳八歳七月二日類従圖書寮經目録》（奈良国立博物館《絵因果経》解説[全文 4]）。
- 漢籍目録は891年以前に藤原佐世が作成した『日本国見在書目録』[書影 4]が初見である。
- 和書の目録は1294年奥書の『本朝書籍目録』[書影 5]で、493種の書籍が記載されている[9]:529。

#### 書籍の大量生産
- 徳川家康は1615年に『大蔵一覧』、元和2年（1616年）に『群書治要』[書影 6]を銅活字印本で開版し（解説文：百瀬宏『活字の世界』[全文 5]）、文治政策により江戸時代は書籍出版が流行した。
- 1779年から1819年、塙保己一は『群書類従』正編1,270種530巻666冊、続編2,103種1,150巻1,185冊という日本最大の叢書を完成させた[10]。

#### 洋装本の時代
- 1869年 - 1870年、本木昌造は美華書館風の明朝体漢字、平仮名の鉛合金活字を開発、本格的活版印刷に寄与した（府川充男『活字の世界』[全文 6]）。

以降、木版の和装本から洋装本の時代となっていった。

#### 図書、書籍の名を冠した館
- 718年の養老令の中務省所属に図書寮（現在の宮内庁書陵部の一部の役割）があり、書籍を扱っていた（『令義解』（天長10）[書影 7]）。
- 1872年（明治5年）に書籍館（しょじゃくかん）が湯島聖堂に開館した（現在の図書館の前身で、東京国立博物館へ書籍が引き継がれた（解説文：東京国立博物館：館の歴史[全文 7]））。

## 分類
書物は様々な分類方法がある。

### 書字方式による分類
- 写本：手書きによる筆写で複製されたもの。
- 印刷物：印刷機により印刷されたもの。

### 形態による分類
- 粘土板（ねんどばん）：粘土の板に文字を刻みつけて乾燥させた書物。
- リーフレット：1枚の印刷物（ユネスコの定義では、製本していない2ページないし4ページの刊行物）。
- 巻物（まきもの）：製本せずに、紙をぐるぐると巻いた書物。古くはエジプトのパピルスの巻物など。
- 折り本（おりほん）：仏教のお経など折り畳まれた書物。
- 本（ほん）：製本された書物。紙に印刷されたもの。古くは中世の羊皮紙の写本など。
- 電子出版、電子書籍
- マイクロフィルム

### 流通による分類
国により多少の差はあるが、単発的に小部数を発行する書籍と、定期的に大量部数を発行する雑誌とは、流通上分けられている。
- 書籍
  - 単行本：全集・叢書などのシリーズではない単発の本。
  - 全集・叢書（双書）：シリーズものとして編まれた本。
- 雑誌
- 新聞、雑誌類
  - ムック：書籍と雑誌の中間形態の本（分類上は雑誌）
- 洋書：通常の書物も国外では通常の流通から外れることが多い
- 同人誌

日本は例外的に書籍流通と雑誌流通の差が少ない国であり、書籍も雑誌流通システムを利用する形となっている。そのため、書籍の流通が効率的になり、流通コストが抑えられ比較的安価である、書籍出版社の負担が少なく、資本規模が小さくてすむなどのメリットがある。その一方で、返本サイクルが短く、出版年次の古い書籍を書店で入手しにくいなどのデメリットがある。古本は古書店にて流通している。再販売価格維持が適用される国・地域もある。本が購入されると、著作権者に所定の印税が支払われる。

### その他

#### 判型
日本では、1929年から紙の寸法はA判B判などの標準規格が定められている。文庫判、新書判などとも称する。

#### 刊行形態
非定期刊行物と定期刊行物に大きく分かれる。定期刊行物はさらに週刊誌、月刊誌などに分かれる。

#### 分類
図書館では図書分類法により分類されるが、実際の分類については各図書館の援用により違いが生じる。また、児童書と一般書の分類については各出版社（者）が定めた対象年齢によることが多い。

#### レーティング
日本では、全年齢向けと18禁（18歳未満は購入禁止）に分かれる。各出版社の判断による自己規制のため、明文化された基準はなく慣習的なものである。

#### 内容
見出しをまとめて整理し書き並べた目次や、書誌事項を記述した奥付を設ける。

## 冊子本の構造
1. 帯 - 付属しない場合もある。
2. そで（flap）
3. 見返し
4. カバー（jacket）
5. 天（head）
6. 小口
7. 地（tail）
8. 扉（標題紙）
9. 遊び
10. のど（gutter）
11. 背（spine）

本の構造（横書き、洋書の場合）

- その他、栞（しおり）、スピンが付属する場合もある。

## 構成
本の内容・構成を分けると「前付け」「本文」「後付け」に大別される。「前付け」とは、図の扉（本扉）から図版目次までをいい、「後付け」は付録から奥付までを含める。「見返し」は内容順序に含めない。これらがすべて必要というわけではなく、本・発行物によって構成は異なる。また、「献辞」や「奥付裏広告」など、これら以外の要素も入れることもある。

### 前付け
- 扉（とびら） - 標題紙、あるいは中扉と区別して「本扉」（ほんとびら）ともいう[11]。書籍の中身の最初のページ。主に書籍名、著者名、出版社名を記す。表紙絵に模倣する場合や、本文との区別のため、紙を厚くする場合が多い[12]。
- 口絵（くちえ） - 本文に関連する写真や挿絵をまとめたページ。カラーページの場合が多い。アート紙などの塗工紙を使用することも多く、本文の紙より厚くして本文と区別する[11][12]。
- 献辞（けんじ） - 著者の周囲の人に対する謝意や敬意が書かれるページ[12]。
- 序文（じょぶん） - 「前書き」（まえがき）ともいう。著者、訳者、編者が本文の理解を助けるために書く前口上[11]。書籍を書くにあたっての動機や主旨を記す。端書き[12]。
- 凡例（はんれい） - 学術書や辞書・事典などにある記述説明[11]。著者、編集者からの、本文中の約束事や配列、用語、略語、記号などの説明が示されたページ[12]。
- 目次（もくじ） - 篇、章、節などの見出しとその掲載ページをまとめてあるページ[12]。箇条書きで書かれる。
- 図版目次（ずばんもくじ） - 本文中の挿し絵・図版・写真などの検索目次。図版や写真が多い書籍や専門書籍などで使われる[11][12]。

### 本文
- 中扉（なかとびら） - 本文中の篇、章、部など、表題になる独立したページ。それぞれの表題名をつけ、本文を一端区切る目的で使用される[11][12]。
- 本文（ほんもん／ほんぶん） - 「本編」ともいう。見出し、文章、注釈などで構成される、書籍の本体部分。章（大きなテーマ）や節（小さなテーマ）といった見出しをつけて構成される。一般的に前付け、後付け部分は含まれず、本の構成ページとしては最多量となる[11][12]。

### 後付け
- 付録（ふろく） - 本文と関連がある資料（年譜・年表・地図など）や参考文献などをまとめたページ[11][12]。
- 索引（さくいん） - 本文中の重要な語句・述語・人名・地名などを抽出し、それぞれの所在ページを検索しやすくまとめて示したページ。割愛されることもある[11][12]。
- 後書き - 著者・訳者が脱稿したあとの感想を記したページ[11][12]、編集にたずさわった者が書いた「編集後記」も後書きに含まれる[13]。
- 奥付（おくづけ） - 書誌に関する書誌事項が記述されている部分で、主に書籍名、著者名、発行者名（出版会社）、印刷所名、製本社名、ISBN、発行年月日、版数、定価、著作権表記などを記載したページ[11][12]。

## 識別子
1981年1月以降に日本で発行された書籍には、ISBNに読者対象・発行形態・内容分類を表す「Cコード」と本体価格を加えた日本図書コードが振られている:92。それ以前で1970年1月以降の書籍には、書籍コードが振られている:93。それ以前の書籍には、国立情報学研究所によるNII書誌ID（NCID）や国立国会図書館による日本全国書誌番号（NBN）などが振られている。なお、逐次刊行物にはISSNや雑誌コードが振られる。

## 統計

### 日本
日本では年間7万7417点（2007年、以下同じ）の新刊が出版されており、出回り部数（取次出荷部数。新刊・重版・注文品の流通総量。返品の再出荷を含む）は13億1805万部、販売部数は7億5542万部である。
新刊点数は年々増加しているが、部数・販売額は減少している。日本では書籍の販売額は9,026億円で、書籍・雑誌計の43%である。この額は1996年の1兆0931億円をピークに減少し、ピーク時の8割強である（なお、雑誌のピークは1997年）。
| 年 | 書籍   | 対前年比 | 雑誌   | 対前年比 | 合計   | 対前年比 |  |
| --- | ------ | -------- | ------ | -------- | ------ | -------- |  |
| 1952 | 189    | 16.5%    | 241    | 22.8%    | 431    | 20.0%    |  |
| 1953 | 237    | 25.4%    | 300    | 24.3%    | 538    | 24.8%    |  |
| 1954 | 239    | 0.5%     | 348    | 16.1%    | 587    | 9.2%     |  |
| 1955 | 248    | 3.8%     | 409    | 17.5%    | 657    | 11.9%    |  |
| 1956 | 255    | 2.9%     | 426    | 4.2%     | 682    | 3.7%     |  |
| 1957 | 273    | 7.0%     | 470    | 10.4%    | 744    | 9.1%     |  |
| 1958 | 279    | 2.1%     | 523    | 11.2%    | 802    | 7.8%     |  |
| 1959 | 298    | 7.0%     | 556    | 6.4%     | 855    | 6.6%     |  |
| 1960 | 374    | 25.3%    | 571    | 2.6%     | 945    | 10.5%    |  |
| 1961 | 464    | 24.1%    | 614    | 7.6%     | 1,078  | 14.1%    |  |
| 1962 | 587    | 26.6%    | 713    | 16.1%    | 1,300  | 20.6%    |  |
| 1963 | 695    | 18.4%    | 750    | 5.2%     | 1,445  | 11.2%    |  |
| 1964 | 912    | 31.1%    | 882    | 17.6%    | 1,794  | 24.1%    |  |
| 1965 | 1,063  | 16.6%    | 992    | 12.5%    | 2,056  | 14.6%    |  |
| 1966 | 1,347  | 26.6%    | 1,130  | 13.9%    | 2,477  | 20.5%    |  |
| 1967 | 1,609  | 19.5%    | 1,355  | 19.9%    | 2,965  | 19.7%    |  |
| 1968 | 1,868  | 16.1%    | 1,567  | 15.6%    | 3,435  | 15.9%    |  |
| 1969 | 2,009  | 7.5%     | 1,781  | 13.7%    | 3,790  | 10.3%    |  |
| 1970 | 2,246  | 11.8%    | 2,101  | 18.0%    | 4,347  | 14.7%    |  |
| 1971 | 2,423  | 7.9%     | 2,393  | 13.9%    | 4,816  | 10.8%    |  |
| 1972 | 2,700  | 11.5%    | 2,792  | 16.7%    | 5,493  | 14.1%    |  |
| 1973 | 3,199  | 18.5%    | 3,281  | 17.5%    | 6,481  | 18.0%    |  |
| 1974 | 4,214  | 31.7%    | 4,231  | 28.9%    | 8,445  | 30.3%    |  |
| 1975 | 4,889  | 16.0%    | 4,876  | 15.2%    | 9,765  | 15.6%    |  |
| 1976 | 5,200  | 6.4%     | 5,435  | 11.5%    | 10,636 | 8.9%     |  |
| 1977 | 5,458  | 5.0%     | 5,896  | 8.5%     | 11,355 | 6.8%     |  |
| 1978 | 5,945  | 8.9%     | 6,339  | 7.5%     | 12,285 | 8.2%     |  |
| 1979 | 6,348  | 6.8%     | 6,937  | 9.4%     | 13,286 | 8.1%     |  |
| 1980 | 6,724  | 5.9%     | 7,799  | 12.4%    | 14,523 | 9.3%     |  |
| 1981 | 6,865  | 2.1%     | 7,940  | 1.8%     | 14,805 | 1.9%     |  |
| 1982 | 7,088  | 3.2%     | 8,351  | 5.2%     | 15,439 | 4.3%     |  |
| 1983 | 7,125  | 0.5%     | 8,835  | 5.8%     | 15,960 | 3.4%     |  |
| 1984 | 7,064  | 0.8%     | 9,304  | 5.3%     | 16,369 | 2.6%     |  |
| 1985 | 7,273  | 3.0%     | 10,125 | 8.8%     | 17,399 | 6.3%     |  |
| 1986 | 7,477  | 2.8%     | 10,491 | 3.6%     | 17,968 | 3.3%     |  |
| 1987 | 7,992  | 6.9%     | 10,811 | 3.0%     | 18,803 | 4.6%     |  |
| 1988 | 8,258  | 3.3%     | 11,430 | 5.7%     | 19,689 | 4.7%     |  |
| 1989 | 8,483  | 2.7%     | 11,915 | 4.2%     | 20,399 | 3.6%     |  |
| 1990 | 8,660  | 2.1%     | 12,638 | 6.1%     | 21,298 | 4.4%     |  |
| 1991 | 9,444  | 9.1%     | 13,340 | 5.6%     | 22,785 | 7.0%     |  |
| 1992 | 9,637  | 2.0%     | 13,340 | 4.4%     | 23,560 | 3.4%     |  |
| 1993 | 10,034 | 4.1%     | 14,865 | 6.8%     | 24,900 | 5.7%     |  |
| 1994 | 10,375 | 3.4%     | 15,050 | 1.2%     | 25,425 | 2.1%     |  |
| 1995 | 10,469 | 0.9%     | 15,426 | 2.5%     | 25,896 | 1.9%     |  |
| 1996 | 10,931 | 4.4%     | 15,632 | 1.3%     | 26,563 | 2.6%     |  |
| 1997 | 10,730 | 1.8%     | 15,644 | 0.1%     | 26,374 | 0.7%     |  |
| 1998 | 10,100 | 5.9%     | 15,314 | 2.1%     | 25,415 | 3.6%     |  |
| 1999 | 9,935  | 1.6%     | 14,671 | 4.2%     | 24,607 | 3.2%     |  |
| 2000 | 9,705  | 2.3%     | 14,260 | 2.8%     | 23,966 | 2.6%     |  |
| 2001 | 9,455  | 2.6%     | 13,793 | 3.3%     | 23,249 | 3.0%     |  |
| 2002 | 9,489  | 0.4%     | 13,615 | 1.3%     | 23,105 | 0.6%     |  |
| 2003 | 9,055  | 4.6%     | 13,222 | 2.9%     | 22,278 | 3.6%     |  |
| 2004 | 9,429  | 4.1%     | 12,998 | 1.7%     | 22,427 | 0.7%     |  |
| 2005 | 9,197  | 2.5%     | 12,767 | 1.8%     | 21,946 | 2.1%     |  |
| 2006 | 9,325  | 1.4%     | 12,199 | 4.4%     | 21,525 | 2.0%     |  |
| 2007 | 9,026  | 3.2%     | 11,827 | 3.1%     | 20,853 | 3.1%     |  |
| 2008 | 8,878  | 1.6%     | 11,299 | 4.5%     | 20,177 | 3.2%     |  |
| 2009 | 8,492  | 4.4%     | 10,864 | 3.9%     | 19,336 | 4.1%     |  |
| 2010 | 8,213  | 3.3%     | 10,535 | 3.0%     | 18,748 | 3.1%     |  |
| - 注 - 単位：億円 - 出版科学研究所「出版指標年報」による。 - 推定販売部数を本体価格で換算した金額。消費税分は含まない。算出方法は次の通り - 取次出荷額 - 小売店から取次への返品額 = 販売額 |        |          |        |          |        |          |  |

金額ベースで39.4%、部数ベースで42.6%が返品されている。

## ギャラリー

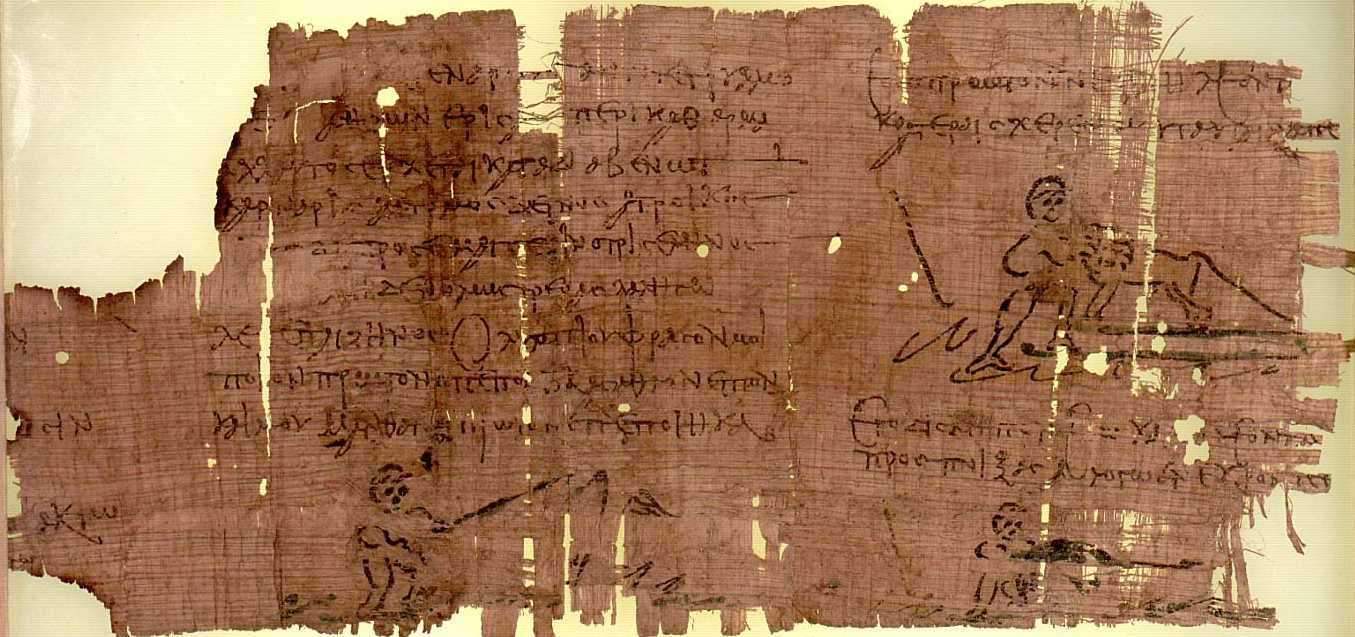
パピルスにギリシャ語を手書きされたもの。ヘラクレスに関する記述。
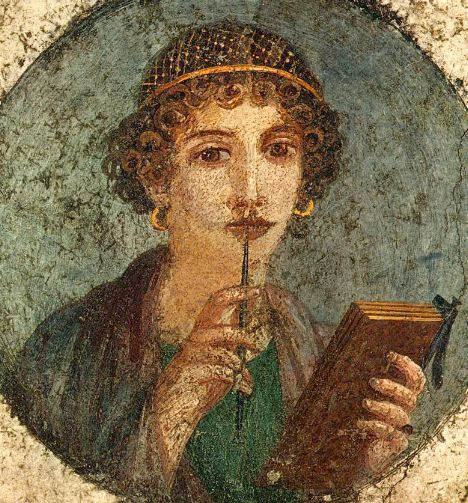
本らしきものを片手にする女性。ポンペイの壁画。79年以前。
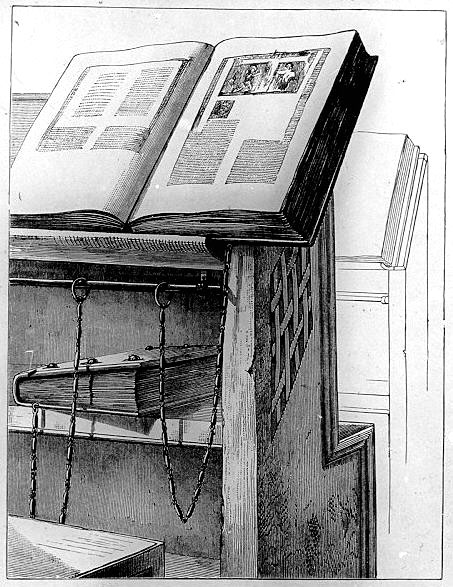
盗難防止に、鎖で読書台に繋がれている鎖付図書。手書きの写本は非常に貴重なものである（イタリア、チェゼーナ図書館）。
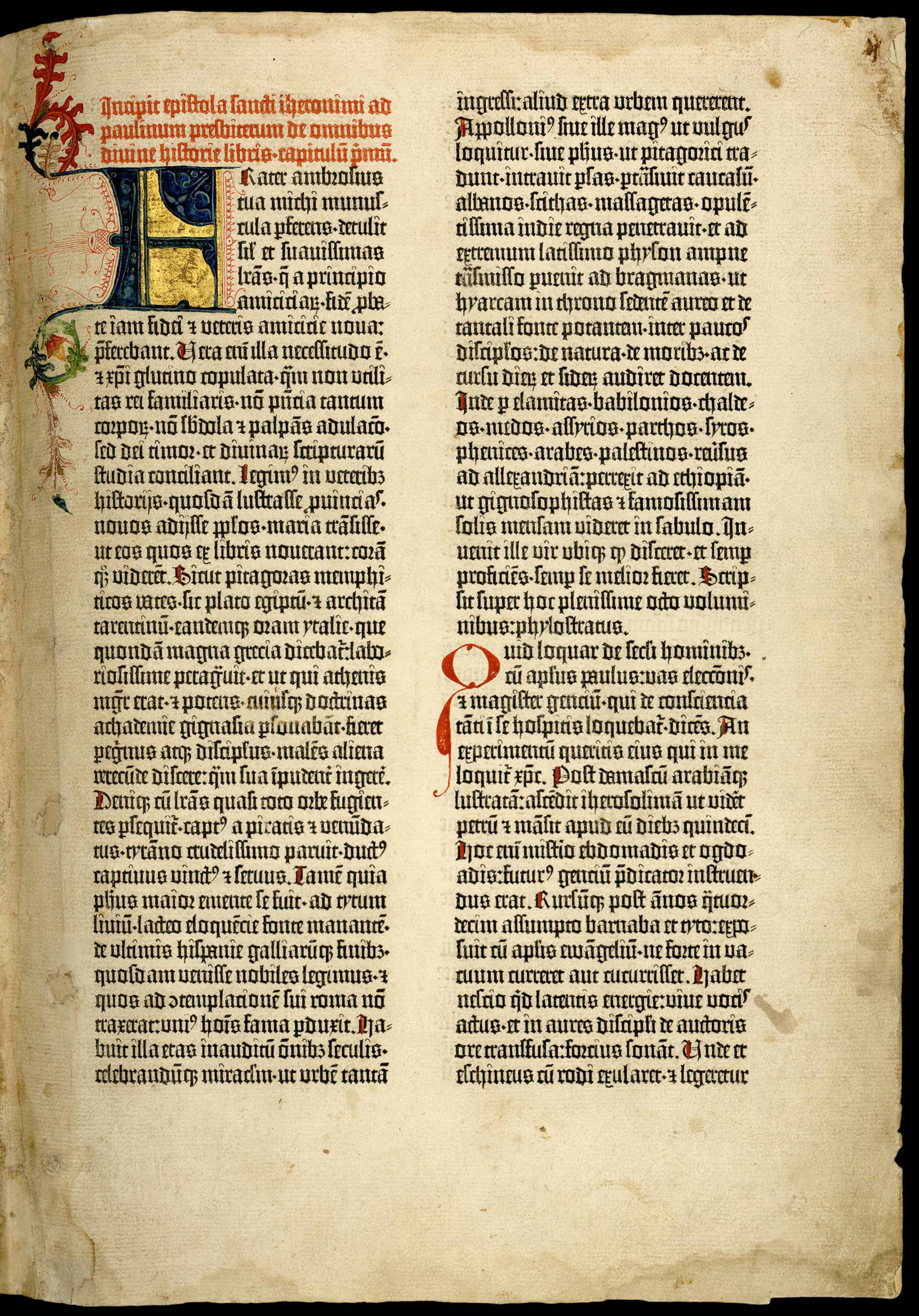
グーテンベルク聖書。旧約聖書のページ。
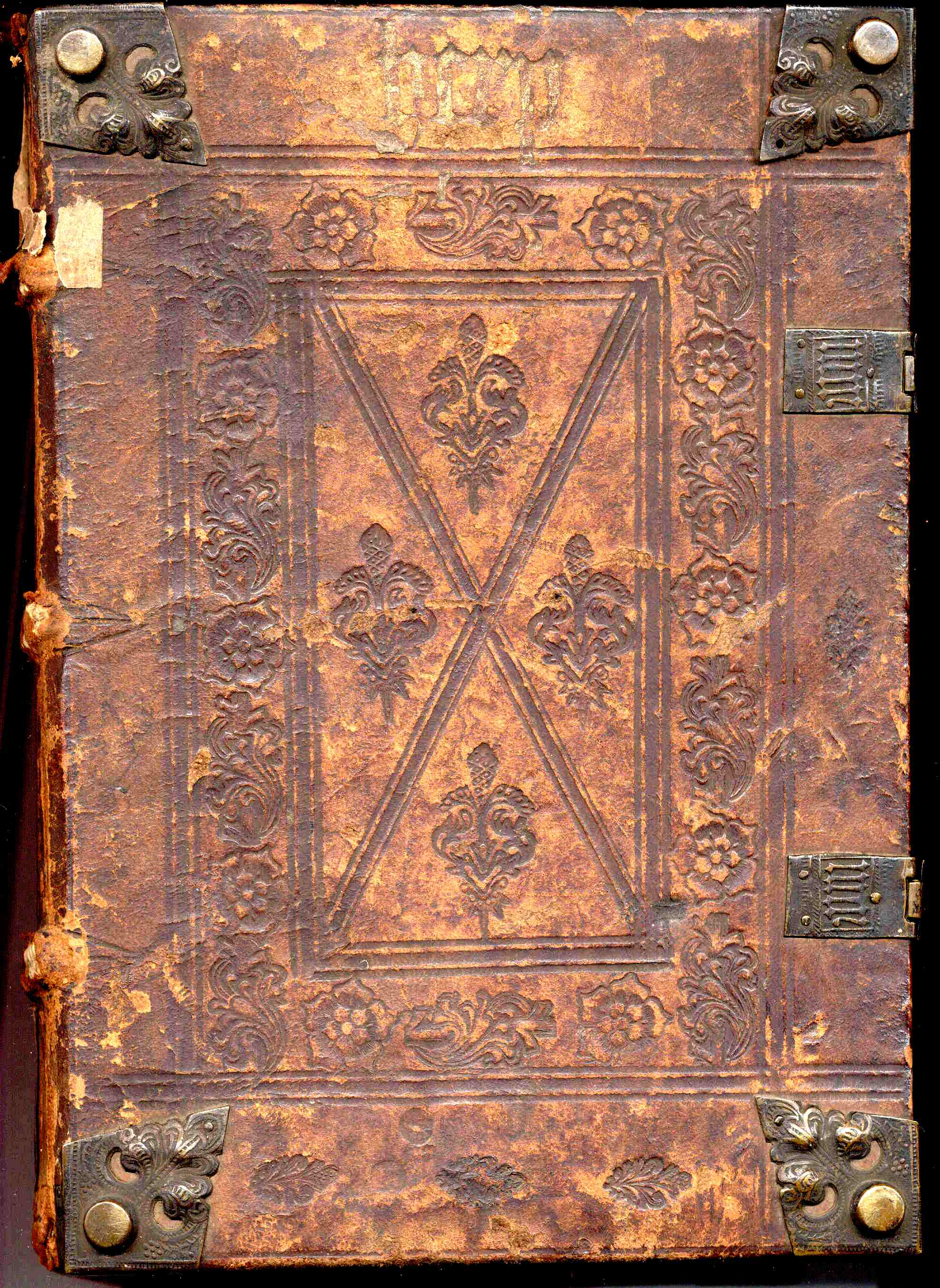
15世紀のインキュナブラ。表紙は空押しされており、本を閉じるための角の突起と金具がある。
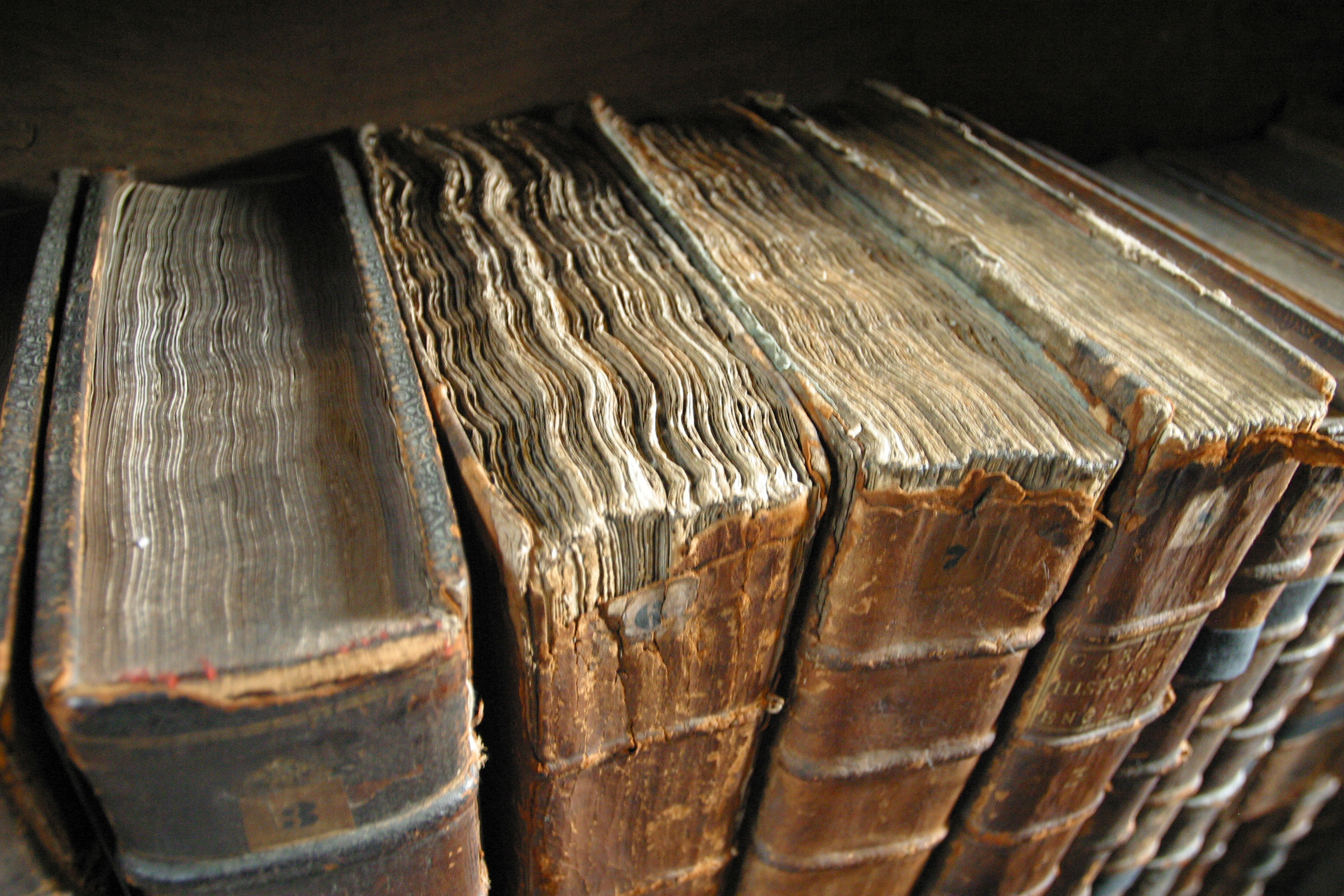
オックスフォード大学マートン校の古い蔵書
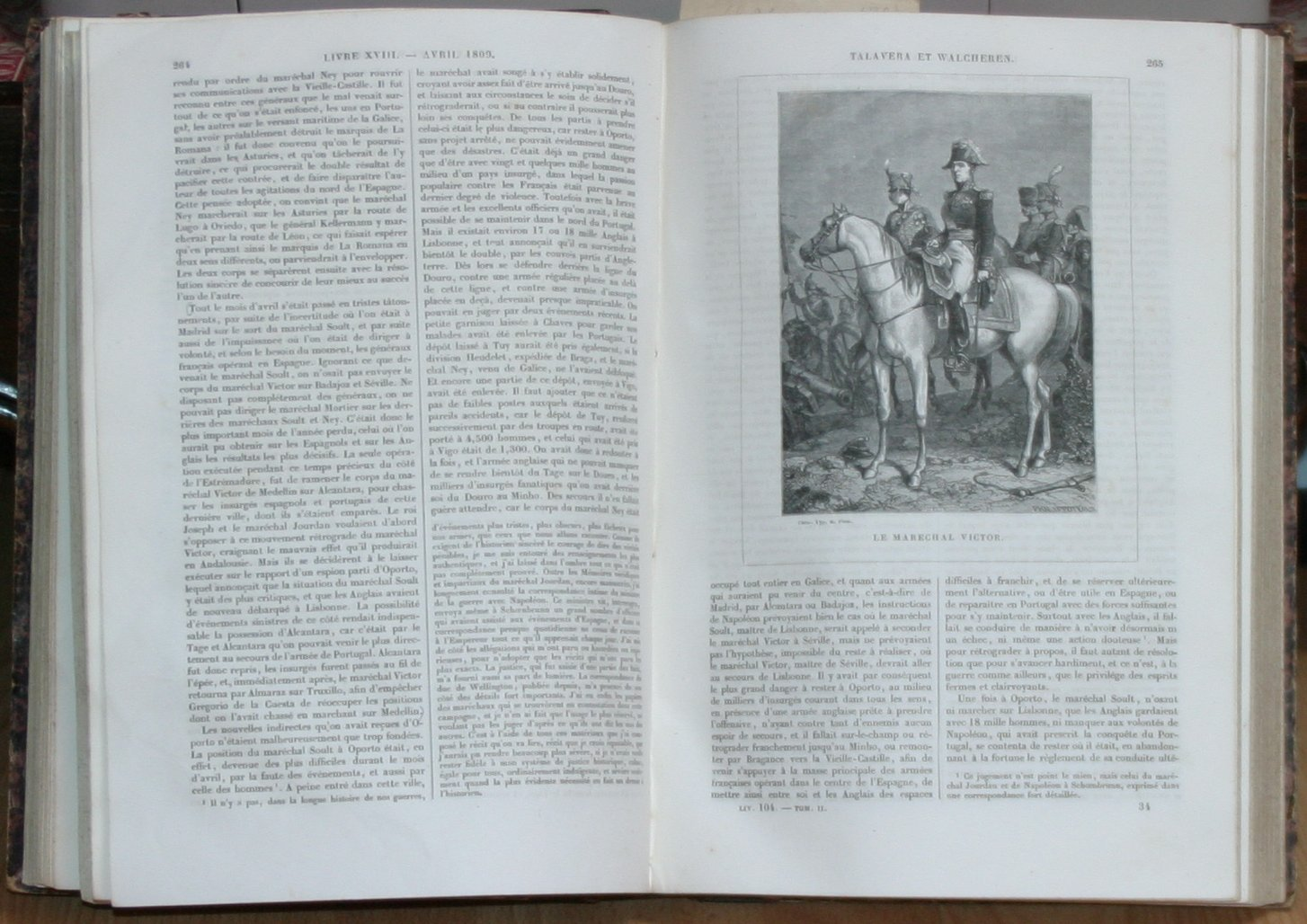
1866年出版の本
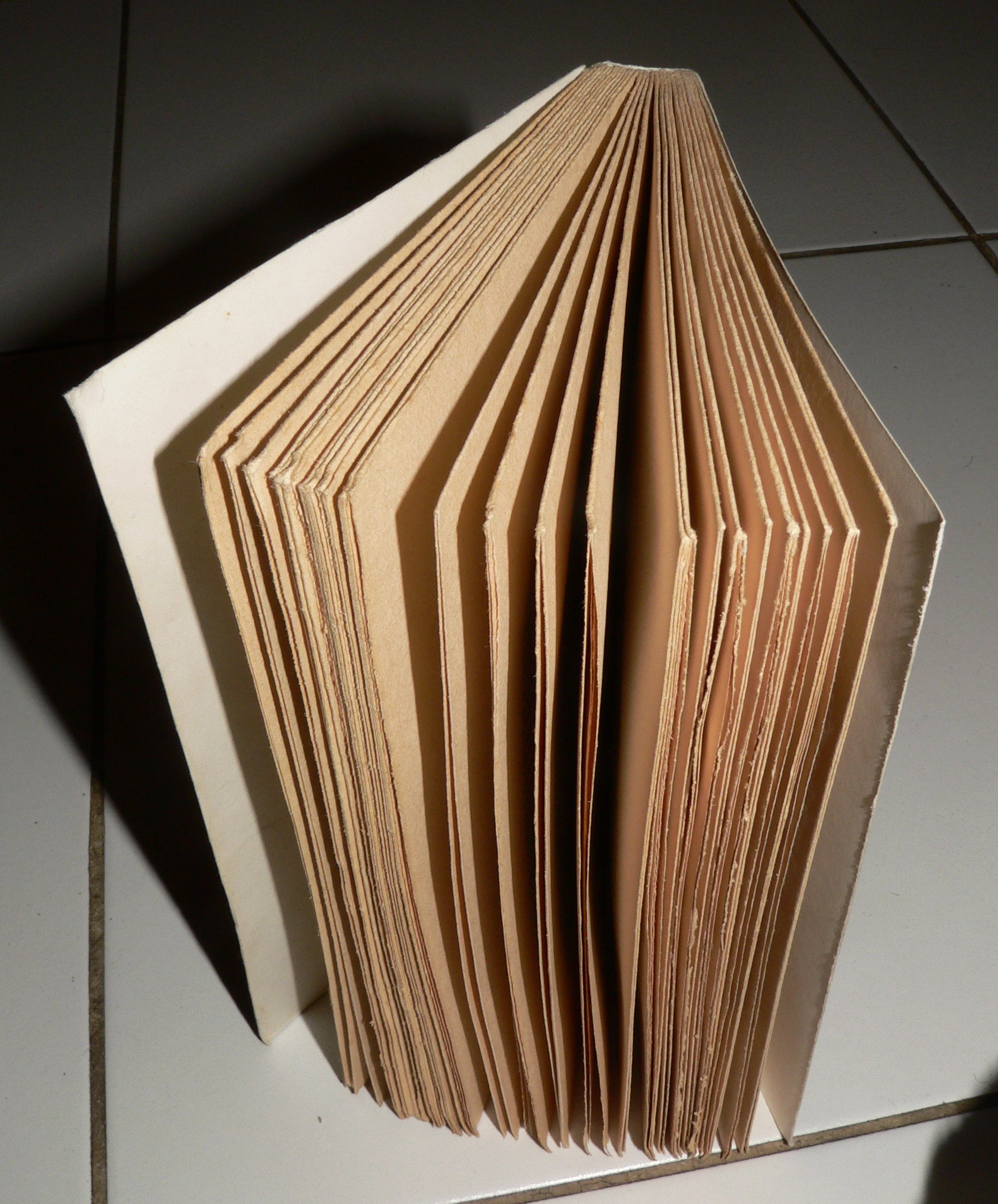
今でもヨーロッパでは多い、端が裁断されないまま販売されている本。読むにはペーパーナイフ類が必要。
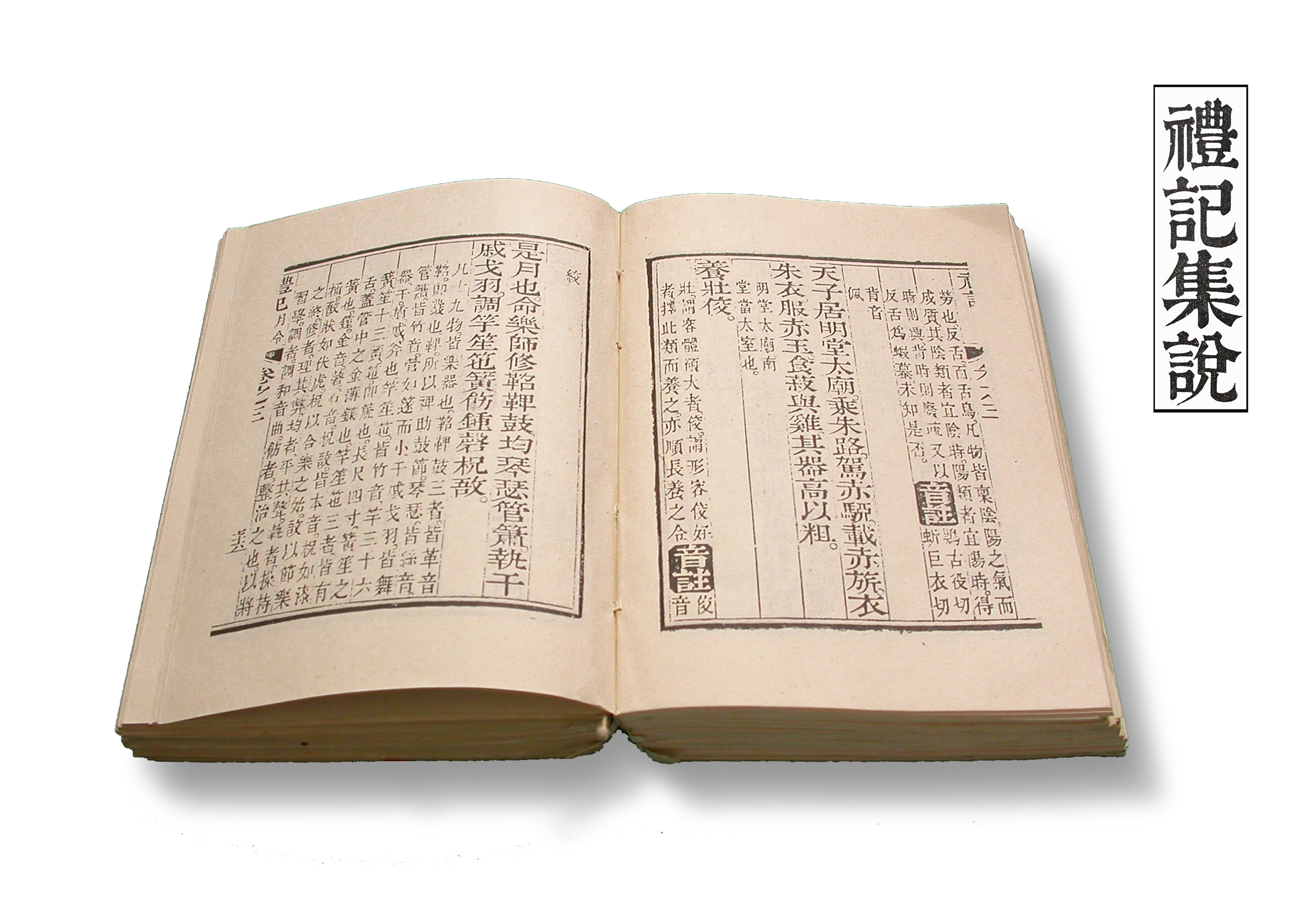
縦書きの本（写真は中国の礼記集説）
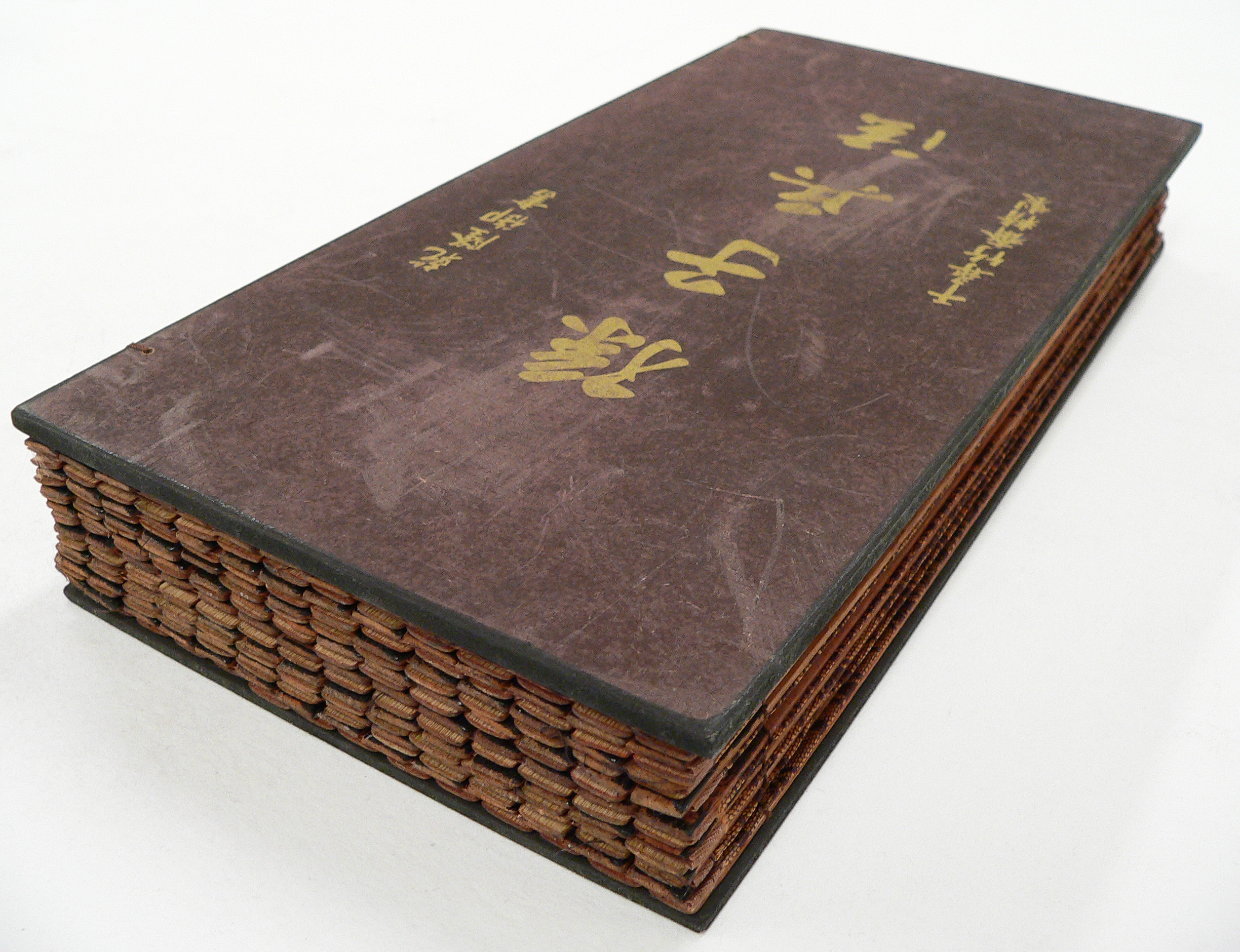
中国製、竹でできた本『孫子兵法』（カリフォルニア大学リバーサイド校所蔵）
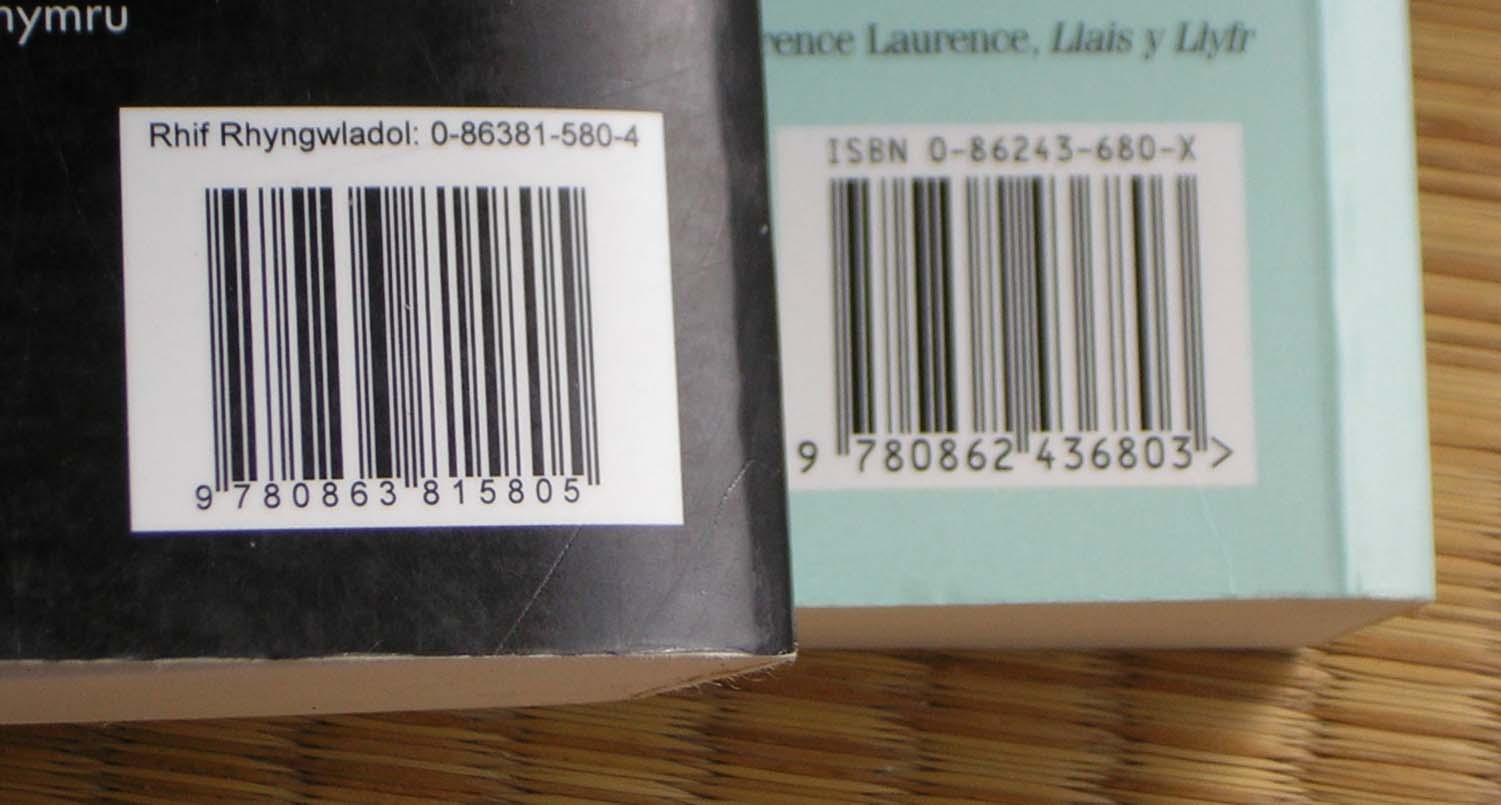
最近の、ISBN ナンバー、バーコード付き
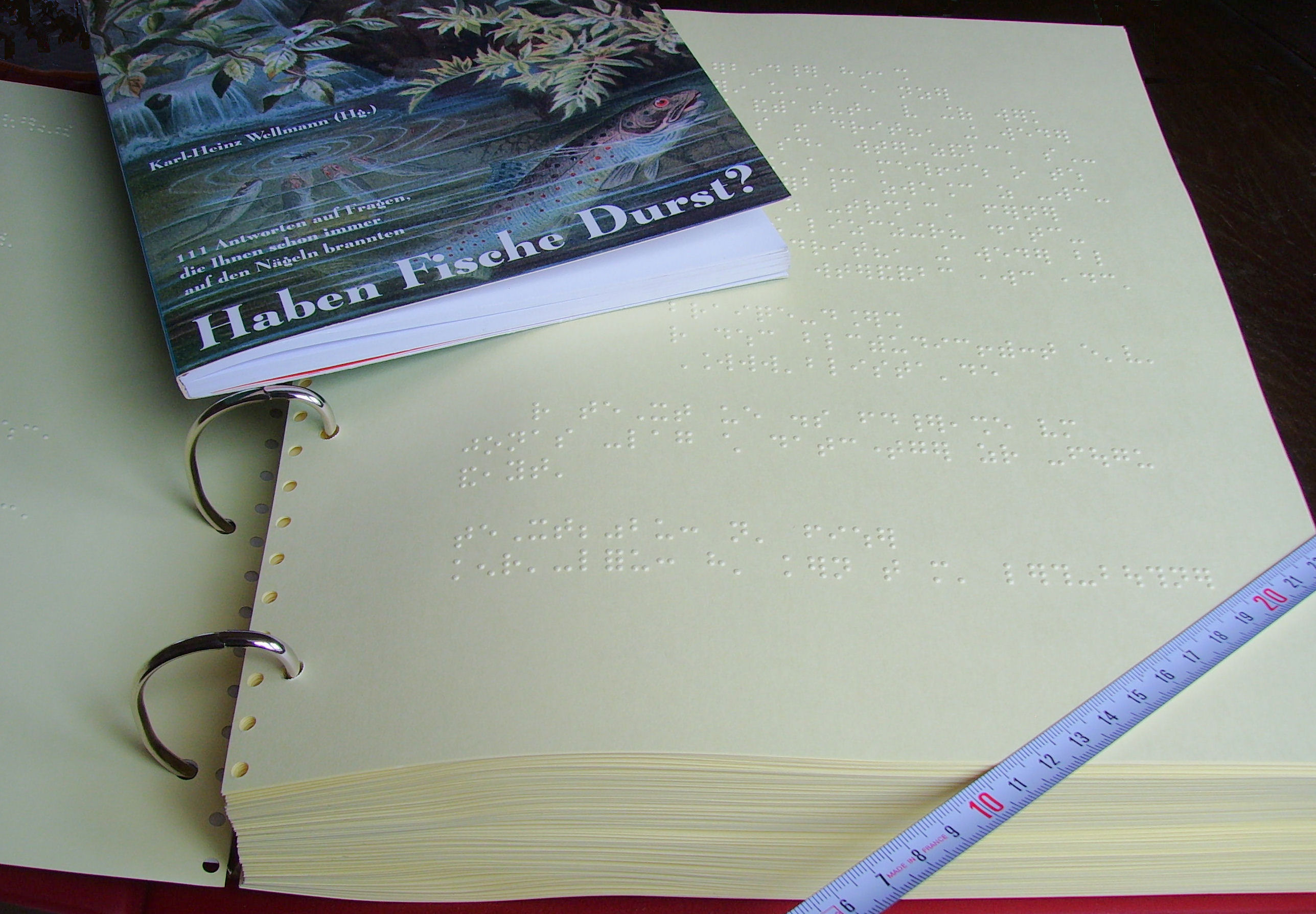
点字本
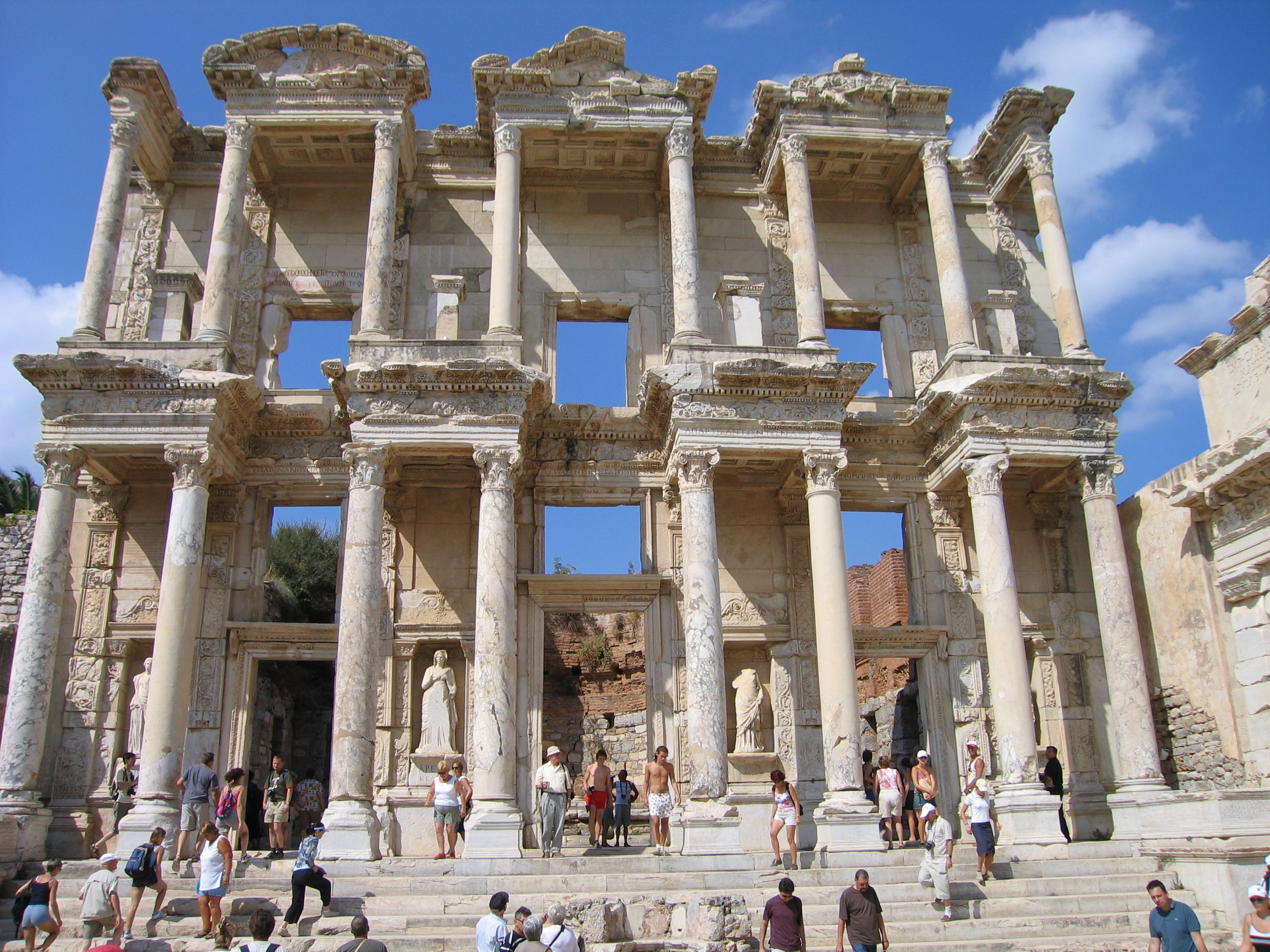
135年設立のケルススの図書館には12,000冊の本（巻物）が収められている。
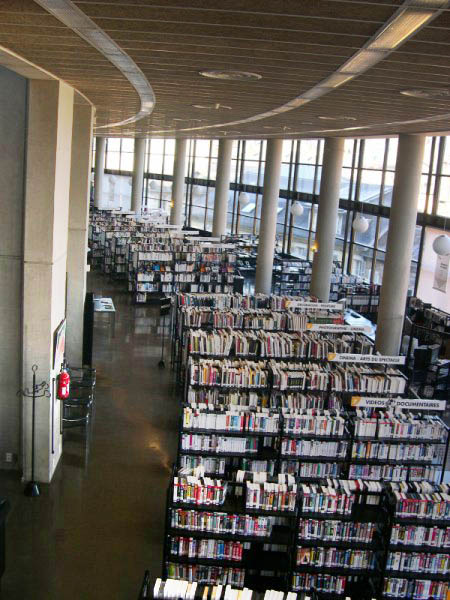
現代の図書館（フランス・シャンベリ）
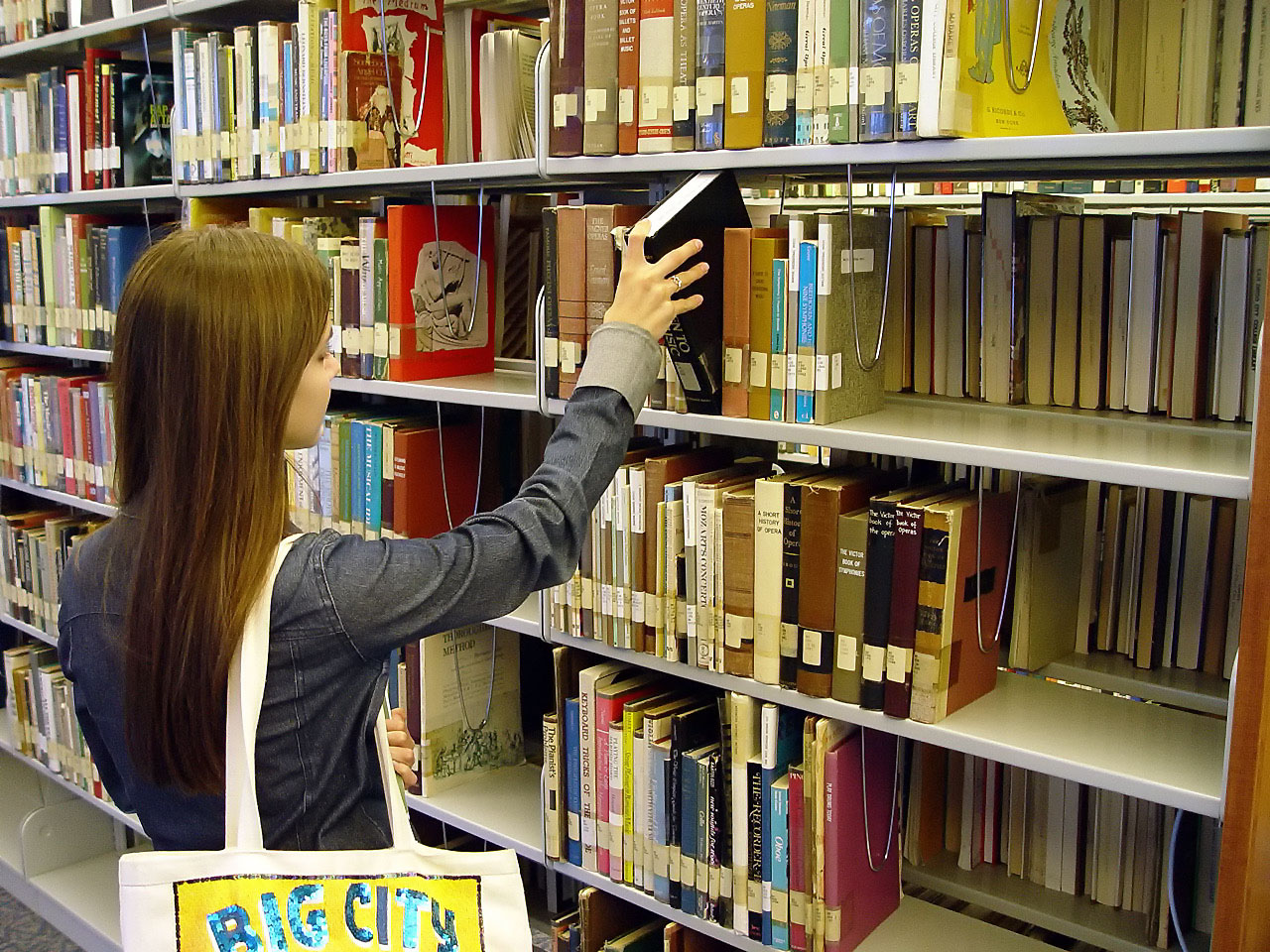
現代の図書館の本。書架に並び、図書分類番号が背に貼られている。
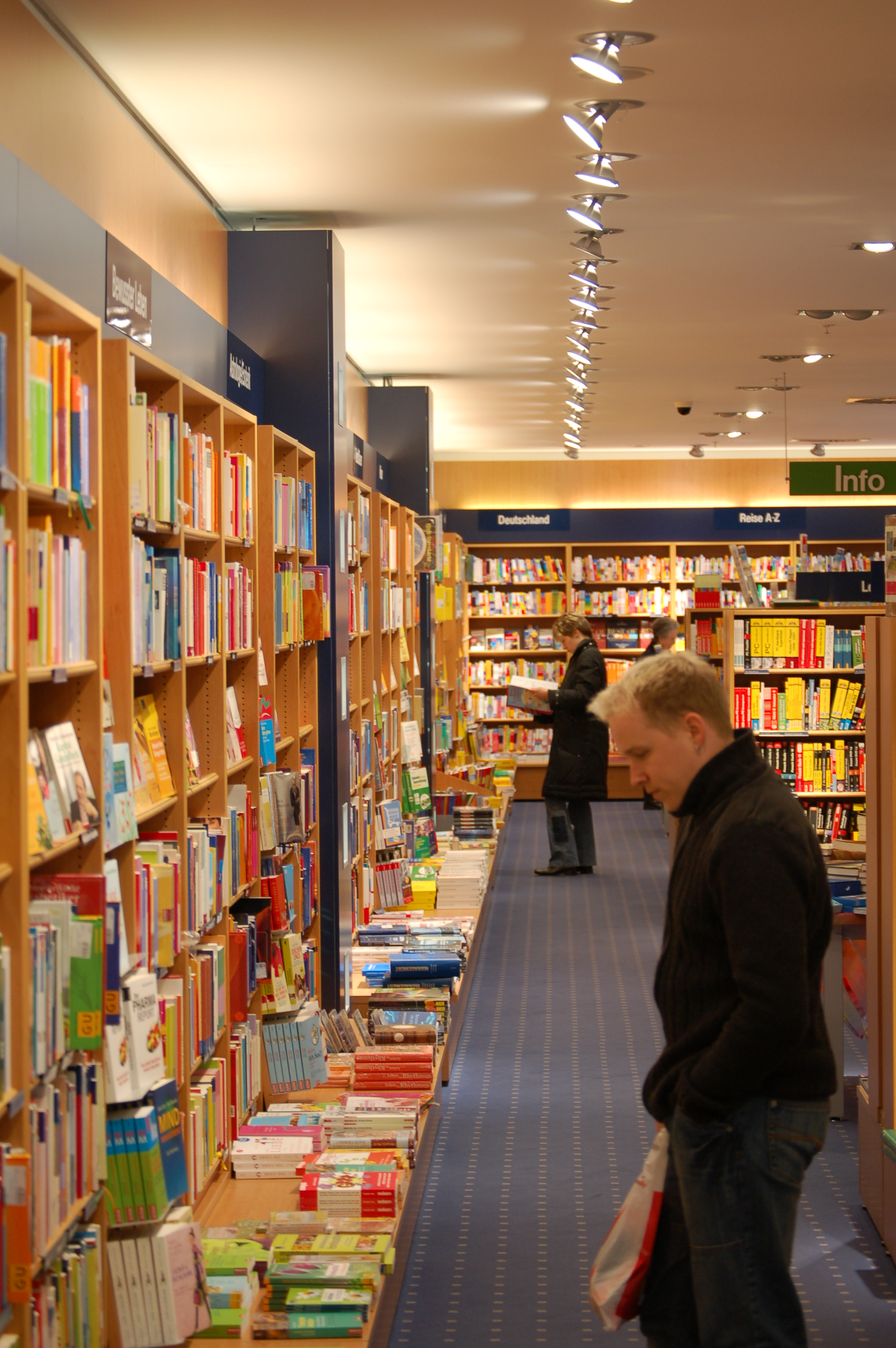
現代の書店に並ぶ本
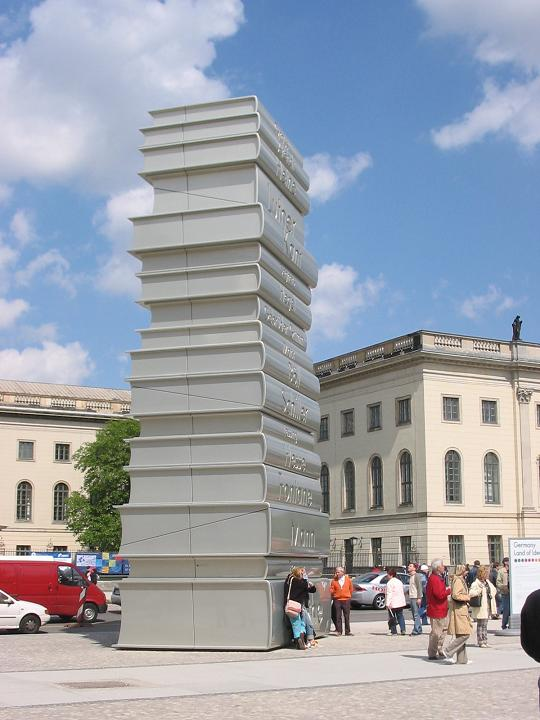
ベルリンにあるオブジェ
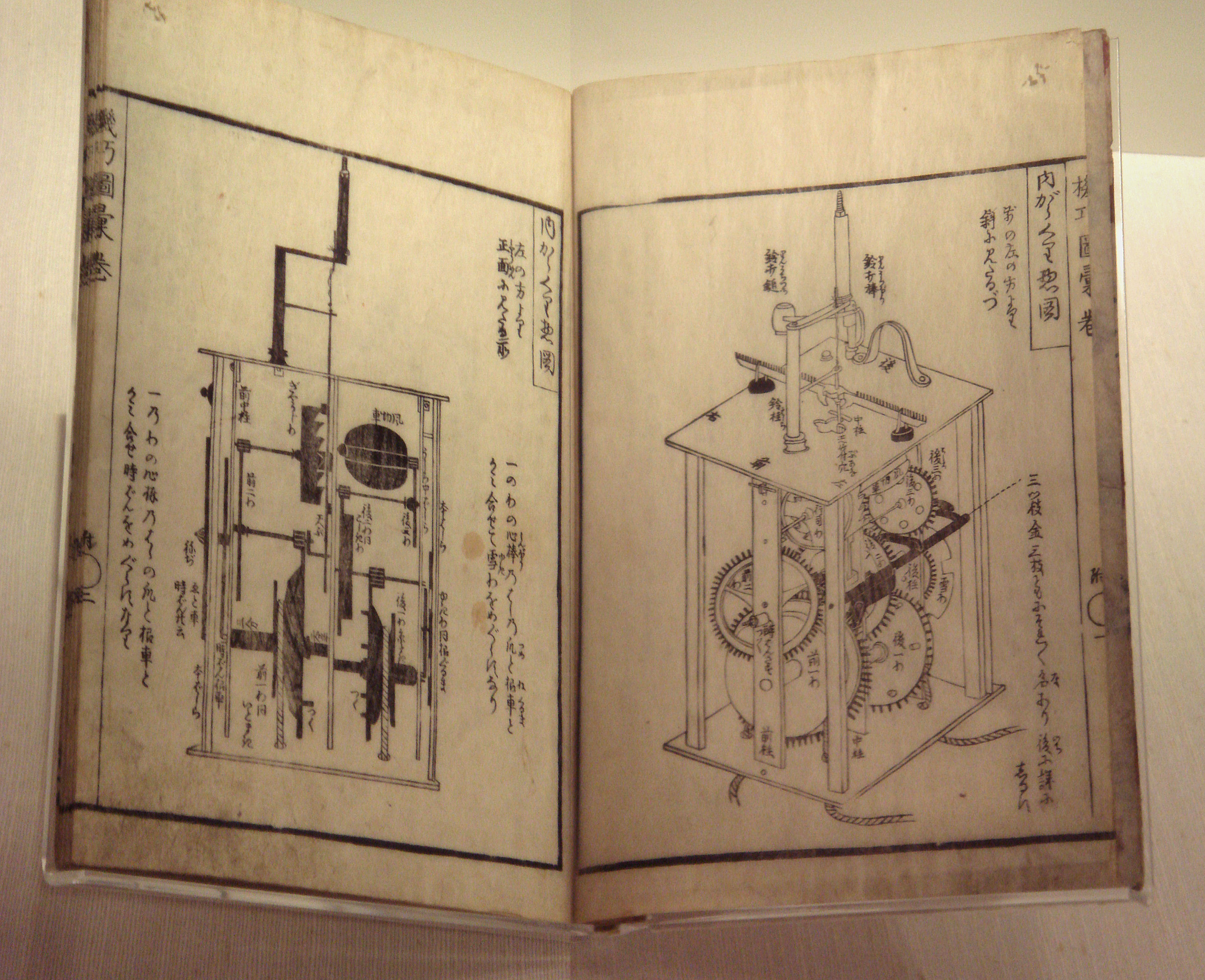
細川半蔵によるからくり設計書『機巧図彙』。1796年発行。
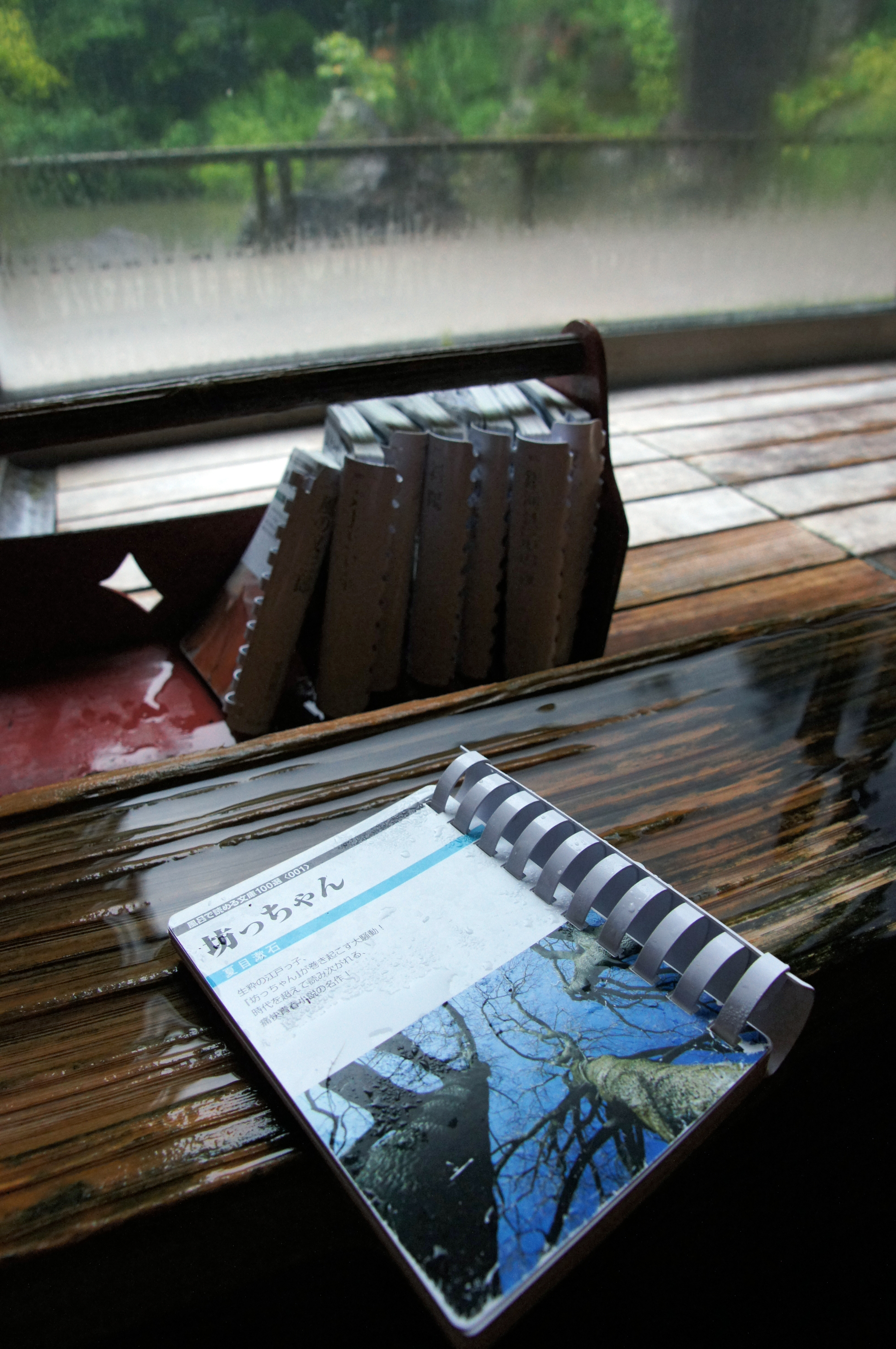
耐水性本
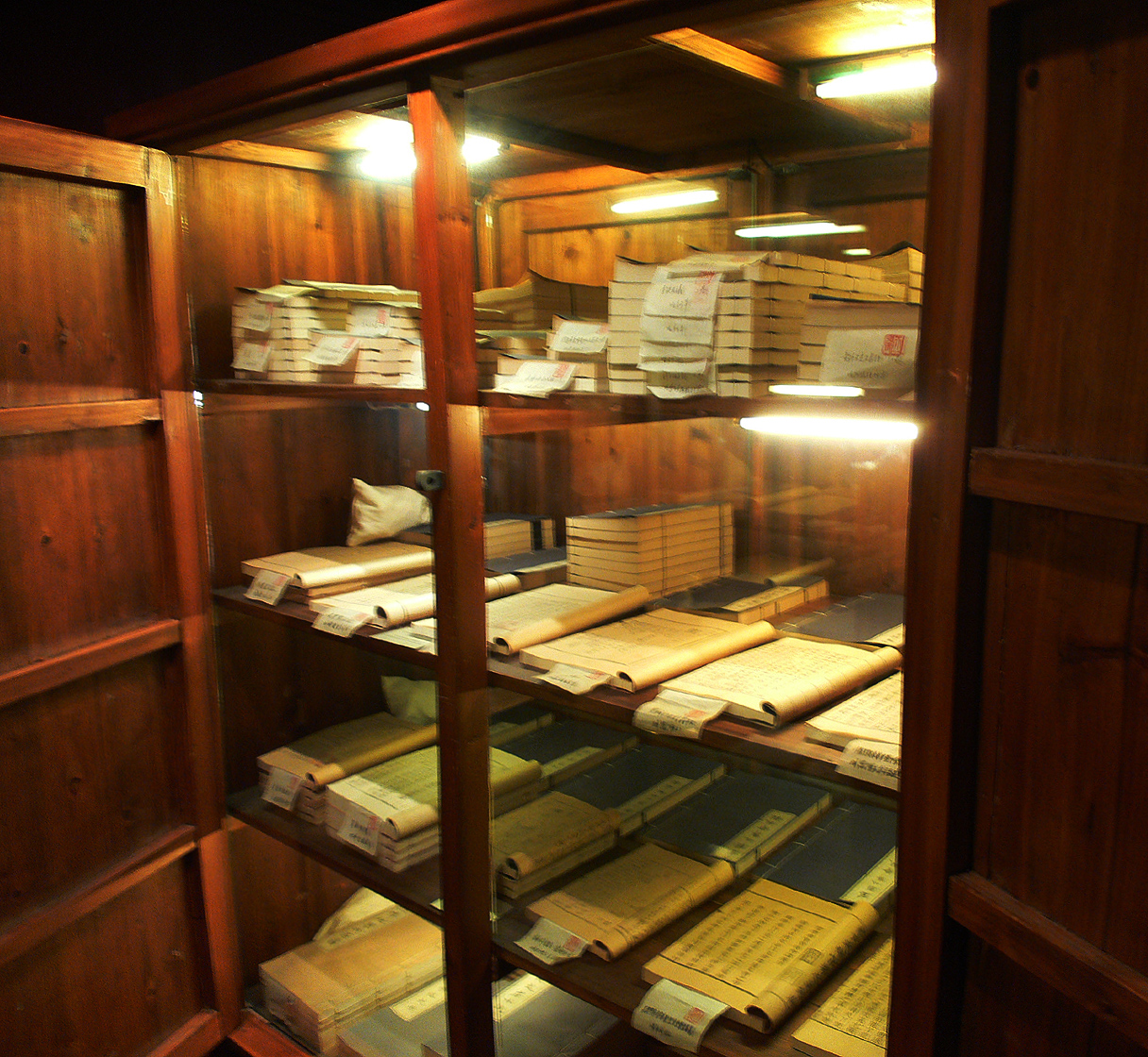
中国最古の書庫天一閣の本棚。平積みされラベルによりタイトルがわかるようになっている。
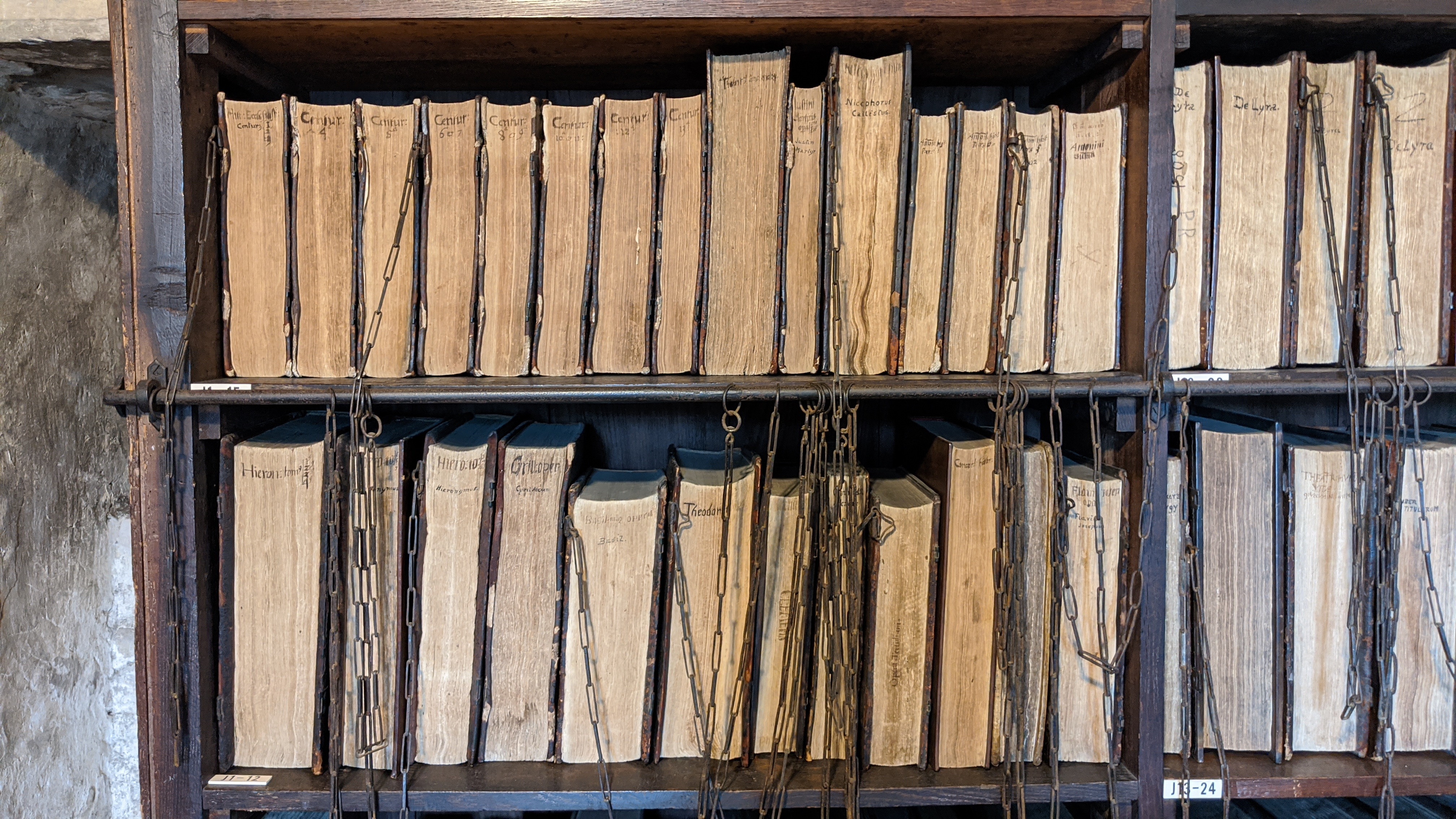
グランサムの聖ウルフラム教会（英語版）の書庫。背表紙は本の裏側とみなされ、小口にタイトルを付けて並べた。(en:Spine shelving、en:Foredge shelving)
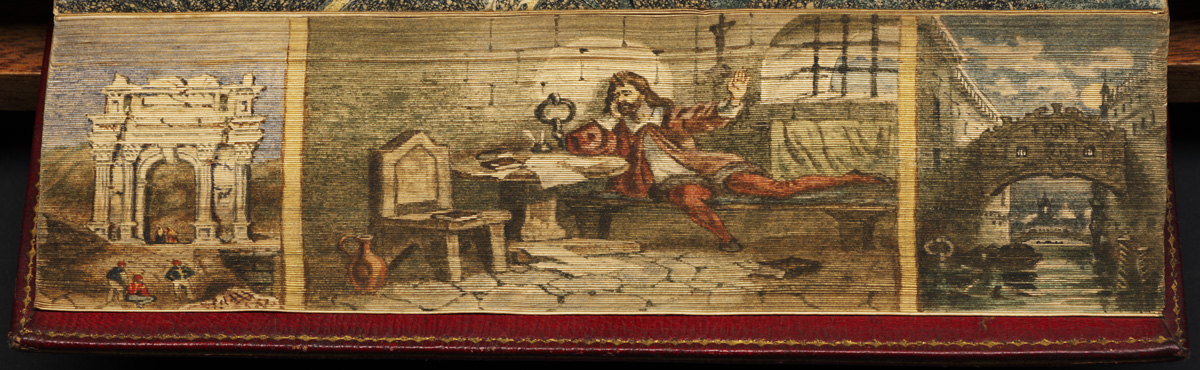
小口に描かれた絵（小口絵（英語版））